# Rafael Calomeni
Rafael Fescina Calomeni (Nova Iguaçu, 12 de agosto de 1972), é um ator, diretor de publicidade, e ex-modelo brasileiro. Desde 2014 tem sua própria produtora, onde trabalha como diretor de comerciais e publicidade para a internet.

## Biografia
Caçula de três irmãos, Rafael nasceu numa família de classe média em Nova Iguaçu, na Baixada Fluminense e aos 11 anos mudou-se para Macaé. A carreira artística começou aos 21 anos, como modelo nas passarelas, em São Paulo, quando participou do concurso “The Look Of The Year”. Na profissão, ele já morou em Nova Iorque. Em seu currículo constam mais de 80 trabalhos em comerciais, como uma campanha para a famosa marca Calvin Klein e, destaque como garoto-propaganda da renomada marca de cuecas "Zorba". Durante a sua trajetória no mundo da moda, ele começou a estudar teatro e se formou pela Casa das Artes de Laranjeiras (CAL).
Estreou na televisão na novela Campeão, na Rede Bandeirantes, onde viveu o jogador de futebol Marco Polo. Depois atuou na novela Marisol, do SBT. Mas foi em 2003 que ganhou destaque, com sua estreia na Rede Globo, vivendo Expedito, o par de Susana Vieira em Mulheres Apaixonadas. A partir daí, vieram outros trabalhos na emissora. Em 2005, viveu o seu lado mais comediante com o personagem Cadu, em América. Dois anos depois interpretou Hércules, em Sete Pecados. Também esteve nos seriados Guerra e Paz e Sob Nova Direção.
Após os trabalhos na Rede Globo, Rafael assinou contrato com a Rede Record em 2009, onde emendou papéis até 2014. Atualmente, vem atuando em peças teatrais e cinema.

## Vida pessoal
Rafael Calomeni foi casado com a dentista Flávia Belchior, com quem tem dois filhos, chamados Matheus e Igor.

## Filmografia
| Ano  | Título               | Personagem                  | Notas                                                           |
| ---- | -------------------- | --------------------------- | --------------------------------------------------------------- |
| 1996 | O Campeão            | Marco Polo                  |                                                                 |
| 2002 | Marisol              | Detetive Igor Moura         |                                                                 |
| 2003 | Mulheres Apaixonadas | Expedito Batista            |                                                                 |
| 2005 | Sob Nova Direção     | Bráulio                     | Episódio: "Mulher Solteira não Procura"                         |
| 2005 | América              | Carlos Eduardo Neves (Cadu) |                                                                 |
| 2006 | Sob Nova Direção     | Dr. Renan                   | Episódio: "De Médica e Louca" Episódio: "Cenas de um Casamento" |
| 2007 | Sete Pecados         | Hércules                    |                                                                 |
| 2008 | Guerra & Paz         | Kléber                      | Episódio: "Os Belos & As Feras"                                 |
| 2009 | Promessas de Amor    | Órion                       |                                                                 |
| 2010 | Ribeirão do Tempo    | Newton da Costa Pereira     |                                                                 |
| 2012 | Balacobaco           | Vicente Corrêa              |                                                                 |
| 2014 | Milagres de Jesus    | Degorião                    | Episódio: "A Ressurreição"                                      |

## Prêmios e indicações
| Ano  | Prêmio                          | Categoria                        | Indicação | Resultado |
| ---- | ------------------------------- | -------------------------------- | --------- | --------- |
| 2023 | Festival de Cinema de Vassouras | Melhor longa-metragem            | Horizonte | Venceu    |
| 2023 | Festival de Cinema de Vassouras | Melhor Direção em longa-metragem | Horizonte | Indicado  |